# فرودگاه کیدوگو
فرودگاه کیدوگو (به انگلیسی: Kédougou Airport) یک فرودگاه همگانی با کد یاتا KGG است که یک باند فرود آسفالت دارد و طول باند آن ۱۸۰۰ متر است. این فرودگاه در کشور سنگال قرار دارد و در ارتفاع ۱۷۸ متری از سطح دریا واقع شده است.